# Associazione San Marcellino
L'Associazione San Marcellino è una associazione ONLUS che lavora nel centro storico di Genova e che si dedica in particolare all'assistenza di persone senza dimora; ad esse propone percorsi di riabilitazione sociale e di ripresa dell'autonomia.
Organizzazione collegata all'impegno dei Gesuiti per la promozione della giustizia sociale, è stata fondata nel 1945 attorno alla Chiesa di San Marcellino per aiutare quei genovesi che nel centro storico avevano perso casa a causa della seconda guerra mondiale. Nel tempo si è accostata alle diverse forme della povertà estrema censita nel capoluogo ligure.
Dagli anni ottanta accoglie ed accompagna le persone senza dimora in percorsi di riabilitazione sociale che puntano alla ripresa dell'autonomia e ad una vita pienamente dignitosa e ricca di significato. Più di trenta operatori e circa cinquecento volontari sono impegnati a riconoscere in queste persone non solo bisogni ma anche qualità e risorse.

## Storia
Il fondatore dell'Opera, che allora aveva il nome La Messa del Povero è stato padre Paolo Lampedosa S.J., che nel 1945 ha iniziato ad occuparsi delle povertà legate al conflitto mondiale.
L'impegno è poi continuato per contrastare le situazioni di grave disagio che via via la città si è trovata ad affrontare: dall'emergenza dei senzatetto nel dopoguerra, alla realtà degli immigrati dalle regioni del sud e dalle isole negli anni sessanta-settanta con le loro difficoltà d'inserimento, alle nuove povertà e ai fenomeni di esclusione sociale registrati dai successivi anni ottanta in poi.

## Finalità
La finalità dell'associazione è espressa nel suo statuto:
Per raggiungere questi obiettivi i soci debbono farsi carico delle diverse forme di intervento dell'associazione curando anche un'adeguata formazione professionale e una sensibilizzazione a vasto raggio anche mediante ricerche, studi e dibattiti sui problemi e le cause del disagio sofferto da queste persone.
L'associazione non ha finalità politiche ma intende stimolare gli enti pubblici e privati interessati affinché operino scelte non emarginanti anche indicando eventualmente agli stessi soluzioni concrete e opzioni alternative.»
Inoltre san Marcellino si propone di suscitare incontri fra persone in condizioni di vita diverse ed apparentemente lontane, per attivare relazioni realmente orientate al cambiamento. In queste relazioni i reciproci bisogni possono trasformarsi e contribuire allo sviluppo di un pensiero degno e di una umanità giusta combinando nella storia la promozione della giustizia con la radicalità della proposta evangelica.
L'Associazione intende la lotta per la promozione della giustizia anche come sviluppo di luoghi di riflessione, di formazione e di testimonianza attorno ai temi centrali dell'esperienza umana. Il lavoro sociale deve permettere al potenziale di cambiamento che l'incontro con la sofferenza comporta, di accedere a un piano culturale, coinvolgendo la società, per non ridursi alla pura funzione di controllo sociale. L'obiettivo è quello di collaborare alla costruzione di un posto migliore per tutti, una società coesa, una città degna dell'uomo, dove giustizia e carità non siano in conflitto.

## Attività
L'Associazione sviluppa una metodologia d'intervento articolata che si avvale di una serie di strutture di servizio, distinte in base alla funzione che queste svolgono nei confronti delle persone accolte ed al ruolo assunto nei progetti sviluppati in loro favore:
- un Centro d'ascolto: è il portale d'ingresso ai servizi
- una accoglienza notturna maschile di pronta accoglienza
- due accoglienze notturne maschili più una femminile di secondo livello
- due comunità residenziali
- circa quindici alloggi individuali assistiti
- due mense
- un ambulatorio medico
- un centro diurno con servizio docce e sanitario
- un centro diurno come circolo pomeridiano
- cinque laboratori interni in cui preparare le persone al lavoro esterno
- un soggiorno estivo di vacanze in montagna

Le varie opere impegnano più di trenta operatori e circa cinquecento volontari.
Contribuiscono al raggiungimento degli obiettivi proposti diverse attività di animazione sociale, culturale e religiosa che si sviluppano nell'arco dell'anno. Una Messa domenicale nella chiesa di San Marcellino rappresenta, dal tempo delle origini, un appuntamento significativo per coloro che hanno il dono della fede.
Fra le attività proposte per la formazione, lo studio e la riflessione, nel 2008 ha avuto luogo l'ottava edizione del corso annuale Operare con le persone senza dimora, in convenzione con la Facoltà di Scienze Politiche dell'Università di Bologna e l'ottavo ciclo di conferenze pubbliche aperte alla città "Intorno a noi" sul tema del bene e del male.
Molte sono anche le proposte di formazione continua dedicata ad operatori e volontari. La presenza nel dibattito nazionale è anche assicurata dalle pubblicazioni di articoli e di due volumi, editi dalla FrancoAngeli, che presentano non solo i diversi aspetti dei problemi affrontati, ma raccolgono anche autorevoli contributi scientifici esterni italiani ed europei.

## Collaborazioni europee
L'Associazione san Marcellino negli ultimi vent'anni ha potuto confrontare le sue realizzazioni con importanti Organizzazioni europee impegnate nel settore. Essa si situa in prima linea nelle azioni di contrasto alle povertà promosse dall'Unione europea, ed è impegnata con interventi diversi e pubblicazioni nella riflessione sulle tematiche sociali collaborando stabilmente con riviste e Istituti di Ricerca Sociale.
L'associazione partecipa a progetti di ricerca-intervento in campo sociale finanziati dall'Unione europea in partnership con importanti istituti e associazioni di altri paesi, in particolare di Spagna (Fundación San Martín de Porres di Madrid, legata ai padri Domenicani), Francia (Gruppi Emmaus) e Germania (Erlacher Hoehe). Le attività e le esperienze maturate sono diffuse e confrontate all'interno di associazioni, sia nazionali che internazionali, quali la Federazione Italiana degli Organismi che operano con le Persone Senza Dimora (FIOPSD), la corrispondente Federazione Europea (FEANTSA) e il Jesuit Social Network Italia (JSN), e sono state presentate in numerosi convegni.

## La Fondazione San Marcellino
Nel 1991 a fianco della Associazione nasce la Fondazione san Marcellino per raccogliere i fondi necessari all'impegno della Associazione. Questa Fondazione mette gratuitamente a disposizione dell'Associazione diverse strutture immobiliari di sua proprietà, dove sono ubicate le principali sedi dei servizi.
Il collegamento fra Associazione e Fondazione ha permesso inoltre di diffondere direttamente all'interno dei canali di comunicazione propri della Compagnia di Gesù e di propagare anche su scala internazionale i contenuti e i risultati delle iniziative dell'Associazione.
I fondi per l'attività dell'associazione arrivano dal Cinque per mille che l'associazione riceve in quanto ONLUS, da enti istituzionali che ne appoggiano l'operato, e da donazioni di privati. Queste ultime coprono più della metà del bilancio.